# Brooklyn Baby
„Brooklyn Baby” este un cântec a cântăreței Americane Lana Del Rey pentru al treilea album de studio Ultraviolence (2014). Piesa a fost scrisă de către Del Rey și Barrie O'Neill, și a fost produsă de către Dan Auerbach. Piesa a fost lansată pe data de 8 iunie 2014, de către casele de discuri Polydor și Interscope Records, ca al patrulea single de pe albumul Ultraviolence.🎼

## Lista pieselor
Descărcare digitală
1. „Brooklyn Baby” – 5:52

## Clasamente
| Clasament (2014)                         | Poziție maximă |
| ---------------------------------------- | -------------- |
| Australia (ARIA)                         | 35             |
| Austria (Ö3)                             | 64             |
| Belgia (Ultratop Wallonia)               | 32             |
| Canada (Canadian Hot)                    | 60             |
| Finlanda (Suomen virallinen latauslista) | 6              |
| Italia (FIMI)                            | 50             |
| Țările de Jos (Single Top 100)           | 87             |
| Noua Zeelandă (Recorded Music NZ)        | 19             |
| Rusia (Lenta)                            | 10             |
| Spania (PROMUSICAE)                      | 36             |
| Elveția (Schweizer Hitparade)            | 16             |
| Regatul Unit (OCC)                       | 86             |
| Statele Unite ale Americii (Billboard)   | 1              |

## Istoricul lansărilor
| Țară             | Dată         | Format              | Casă de discuri    | Ref.  |
| ---------------- | ------------ | ------------------- | ------------------ | ----- |
| La nivel mondial | 8 iunie 2014 | Descărcare digitală | Interscope Polydor | [ 5 ] |